# جيمي كيمب
جيمي كيمب (بالإنجليزية: Jimmy Kemp)‏ (6 أبريل 1918 - 27 ديسمبر 1994) هو لاعب كريكت نيوزلندي.

## وصلات خارجية
- جيمي كيمب على موقع إي آس بي آن كريك إنفو (الإنجليزية)